# Красавка-Ханглі
Красавка-Ханглі (рос. Красавка-Хангли) — колійний пост Могочинського регіону Забайкальської залізниці Росії, розміщений на дільниці Куенга — Бамівська між станціями Амазар (відстань — 9 км) і Колокольний (12 км). Відстань до ст. Куенга — 489 км, до ст. Бамівська — 260 км; до транзитного пункту Каримська — 721 км.